# Georg Alexander zu Mecklenburg

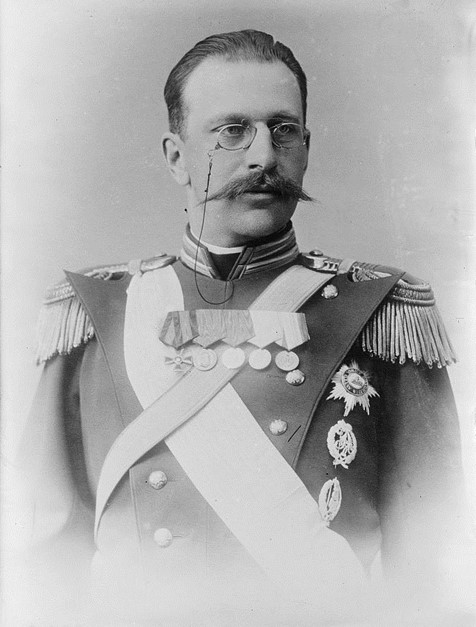
Georg Alexander als russischer Offizier

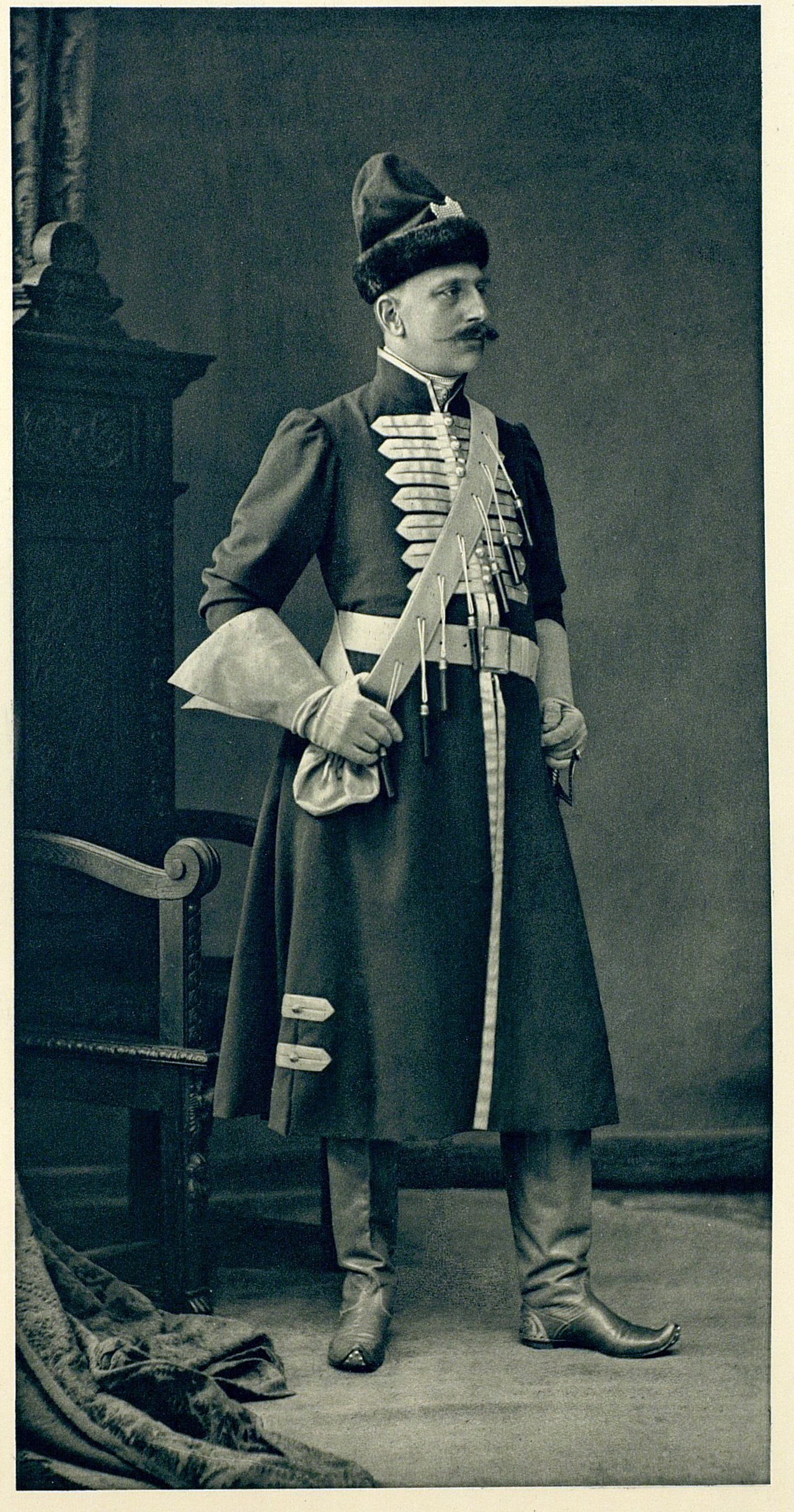
Georg Alexander im Kostüm, Romanow-Jubiläumsball 1903

Georg Alexander, Herzog zu Mecklenburg (russisch Георгий Георгиевич Мекленбург-Стрелицкий Georgi Georgijewitsch Meklenburg-Strelizki; * 6. Juni 1859 in Remplin; † 22. Novemberjul. / 5. Dezember 1909greg. in Sankt Petersburg; vollständiger Name Georg Alexander Michael Friedrich Wilhelm Franz Carl, Herzog zu Mecklenburg) war ein Mitglied des russischen Zweiges des großherzoglichen Hauses Mecklenburg-Strelitz und kaiserlich-russischer General.

## Leben und Wirken
Georg Alexander war der älteste überlebende Sohn von Georg zu Mecklenburg und seiner Frau Großfürstin Katharina Michailowna Romanowa (1827–1894), der Tochter von Großfürst Michael Pawlowitsch Romanow und Enkelin Zar Pauls I. Ein erster Sohn Nikolaus war noch am Tag seiner Geburt (11. Juli 1854) gestorben. Seine Schwester Helene (1857–1936) heiratete Albert von Sachsen-Altenburg. Carl Michael (1863–1934) war sein jüngster Bruder.
Er ging 1879 bis 1881 in Begleitung des Offiziers und Geographen Alexis von Tillo zu Studienzwecken nach Straßburg und Leipzig. An der Universität Leipzig wurde er zum Dr. phil promoviert. Nach seiner Rückkehr schlug er die Offizierslaufbahn im russischen Heer ein, wurde Oberst im reitenden Gardegrenadierregiment und zuletzt Generalmajor. Am 14. Februar 1890 heiratete er in Sankt Petersburg Natalie Vanljarskaja (* 16. Mai 1858 in Sankt Petersburg; † 14. März 1921 in Cannes), die Tochter des Staatsrats Fedor Vanljarski. Die Ehe war nicht ebenbürtig und morganatisch; seine Frau wurde am 18. März 1890 von Großherzog Friedrich Wilhelm zur Gräfin Carlow erhoben. Auch die Kinder trugen diesen Titel.
1894 wurden Georg Alexander und seine Geschwister Erben des umfangreichen Vermögens ihrer Mutter. Daraus verkauften sie den Michailowski-Palast für 5 Millionen Rubel an Zar Nikolaus II., der darin das Russische Museum einrichtete. 
Georg Alexander war Musikliebhaber und Komponist. In Leipzig hatte er Privatunterricht bei Carl Reinecke, der ihm auch seine Serenade op. 242 widmete. Ab 1897 unterhielt er ein eigenes Streichquartett in Sankt Petersburg unter der Leitung von Boris Kamensky, das er mit Guarneri-Instrumenten ausstattete. Es gelangte zu großer Berühmtheit und unternahm Gastspielreisen durch Europa. In Sankt Petersburg traf man ihn, wie Georg Brandes bemerkte, häufig in freisinnigen Kreisen.
Nach seinem Tod 1909 wurde sein Bruder Carl Michael durch Großherzog Adolf Friedrich V. zum Vormund der Kinder Katharina (1891–1940, später verheiratet mit Wladimir Emmanuelowitsch Fürst Galitzin), Marie (1893–1979), Natalia (1894–1913) und Georg bestimmt. Der Familie gelang es in den Revolutionswirren, aus Russland zu fliehen.

## Nachkommen
- Katharina Gräfin von Carlow (* 25. Juli 1891; † 9. Oktober 1940) ⚭ 1913 Wladimir Emmanuelowitsch Fürst Galitzin
- Maria Gräfin von Carlow (* 31. Oktober 1893; † 5. September 1979) ⚭ 1916 Boris Dmitrijewitsch Galitzin (1891–1919), ⚭ 1929 Wladimir Petrowitsch Graf Kleinmichel (1901–1982)
- Natalia Gräfin von Carlow (* 20. November 1894; † 4. Dezember 1913)
- Georg Herzog zu Mecklenburg, Graf von Carlow (* 4. Oktober 1899; † 6. Juli 1963) 1. ⚭ 1920 Irina Michailowna Rajewskaja; 2. ⚭ 1956 Charlotte Habsburg-Lothringen (Tochter Kaiser Karl I.)

## Werke
- Grundzüge der franzosischen Eisenbahnpolitik Diss. Leipzig 1882
- Drei Lieder, op. 2

## Auszeichnungen
- Orden des Heiligen Andreas des Erstberufenen
- Orden des Heiligen Wladimir, 3. und 4. Klasse
- Hausorden der Wendischen Krone, Großkreuz mit der Krone in Erz
- Herzoglich Sachsen-Ernestinischer Hausorden, Großkreuz
- Hausorden vom Weißen Falken, Großkreuz